# Michał Niewiński
Michał Niewiński (ur. 12 lipca 2003 w Białymstoku) – polski łyżwiarz szybki specjalizujący się w short tracku, olimpijczyk z Pekinu 2022, mistrz świata juniorów i  medalista mistrzostw świata i Europy. 

## Rekordy życiowe
| Dystans     | Czas     | Data       | Miejscowość |
| ----------- | -------- | ---------- | ----------- |
| 500 metrów  | 40,028   | 02.11.2024 | Montreal    |
| 777 metrów  | 1:07,169 | 13.02.2021 | Sanok       |
| 1000 metrów | 1:23.463 | 06.12.2024 | Pekin       |
| 1500 metrów | 2:10,495 | 28.01.2023 | Dresden     |
| 3000 metrów | 4:56,736 | 18.10.2020 | Białystok   |

## Wyniki

### Igrzyska olimpijskie
| Igrzyska   | Konkurencja       | Ćwierćfinał | Ćwierćfinał | Półfinał | Półfinał | Finał | Finał   | Miejsce |
| Igrzyska   | Konkurencja       | Czas        | Pozycja     | Czas     | Pozycja  | Czas  | Pozycja | Miejsce |
| ---------- | ----------------- | ----------- | ----------- | -------- | -------- | ----- | ------- | ------- |
| Pekin 2022 | 1500 metrów       | 2:12.852    | 6.          | NQ       | NQ       | NQ    | NQ      | 31.     |
| Pekin 2022 | sztafeta mieszana | –           | 4.          | NQ       | NQ       | NQ    | NQ      | 11.     |

### World Tour
- Seul 2024
  - 500 m - 14. miejsce
  - 1000 m - 52. miejsce
  - 1500 m - 4. miejsce
  - 5000 m Men Relay - 15. miejsce
  - 2000 m Mixed relay - 5. miejsce

- Pekin 2024
  - 500 m - 16. miejsce
  - 1000 m - 2. miejsce
  - 1500 m - 18. miejsce
  - 5000 m Men Relay - 6. miejsce
  - 2000 m Mixed relay - 4. miejsce

- Montreal 2024
  - 500 m - 5. miejsce
  - 1000 m - 20. miejsce
  - 1500 m - 61. miejsce
  - 5000 m Men Relay - 9. miejsce
  - 2000 m Mixed relay - 10. miejsce

- Montreal 2024
  - 500 m - 12. miejsce
  - 1000 m - 3. miejsce
  - 1500 m - 73. miejsce
  - 5000 m Men Relay - 16. miejsce
  - 2000 m Mixed relay - 7. miejsce

### World Cup
- Gdańsk 2024
  - 500 m - 3. miejsce
  - 500 m - 9. miejsce
  - 5000 m Men Relay - 9. miejsce

### Mistrzostwa świata
- Dordrecht 2021
  - 500 m - 23. miejsce
  - 1000 m - 32. miejsce
  - 1500 m - 26. miejsce
  - wielobój - 27. miejsce
- Montreal 2022
  - 500 m - 39. miejsce
  - 1000 m - 22. miejsce
  - 1500 m - 23. miejsce
  - wielobój - 29. miejsce
- Seul 2023
  - 1500 m - 50. miejsce
  - sztafeta mężczyzn - 8. miejsce
  - sztafeta mieszana - 6. miejsce
- Rotterdam 2024
  - 500 m - 57. miejsce
  - 1000 m - 8. miejsce
  - sztafeta mężczyzn - 3. miejsce
  - sztafeta mieszana - 6. miejsce

### Mistrzostwa Europy
- Drezno 2025
  - 500 m - 5. miejsce
  - 1000 m - 5. miejsce
  - 1500 m - 9 miejsce
  - sztafeta mężczyzn - 2. miejsce
  - sztafeta mieszana - 3. miejsce
- Gdańsk 2024
  - 500 m - 5. miejsce
  - 1000 m - 10. miejsce
  - 1500 m - 8 miejsce
  - sztafeta mężczyzn - 3. miejsce
  - sztafeta mieszana - 2. miejsce
- Gdańsk 2023
  - 500 m - 18. miejsce
  - 1000 m - 10. miejsce
  - 1500 m - 20. miejsce
  - sztafeta mężczyzn - 3. miejsce
  - sztafeta mieszana - 8. miejsce

### Mistrzostwa świata juniorów
- Bormio 2020
  - 1000 m - 24. miejsce
  - 1500 m - 33. miejsce
  - sztafeta mężczyzn - 12. miejsce
- Gdańsk 2022
  - 500 m - 10. miejsce
  - 1000 m - 4. miejsce
  - 1500 m - 16. miejsce
  - sztafeta mężczyzn - 11. miejsce
- Drezno 2023
  - 500 m - 1. miejsce
  - 1000 m - 3. miejsce
  - 1500 m - 4. miejsce
  - sztafeta mężczyzn - 9. miejsce